# San Ciprián de Viñas (parroquia)
San Ciprián de Viñas (llamada oficialmente Santo Ildefonso de San Cibrao das Viñas) es una parroquia y una villa del municipio español de San Ciprián de Viñas, en la provincia de Orense, Galicia.

## Toponimia
La parroquia también es conocida por el nombre de San Ildefonso de San Ciprián das Viñas.

## Organización territorial
La parroquia está formada por cinco entidades de población:

### Entidades de población
Entidades de población que forman parte de la parroquia:
- A Farixa
- El Piñeiral (O Piñeiral)
- San Cibrao das Viñas
- Urbanización El Madrigal

### Despoblado
Despoblado que forma parte de la parroquia:
- A Lagoa

## Demografía

### Parroquia
| Gráfica de evolución demográfica de San Ciprián de Viñas (parroquia) entre 2000 y 2023 |
|                                                                                        |
| Datos según el nomenclátor publicado por el INE.                                       |

### Villa
| Gráfica de evolución demográfica de San Cibrao das Viñas (villa) entre 2000 y 2023 |
|                                                                                    |
| Datos según el nomenclátor publicado por el INE.                                   |